# トニ・ロベール＝フルーリー
トニ・ロベール＝フルーリー（フランス語: Tony Robert-Fleury, 1837年9月1日 - 1911年12月8日）はフランスの画家である。パリの私立美術学校、アカデミー・ジュリアンなどで多くの画家を教えた。

## 略歴
パリで生まれた。父親も画家でパリ国立高等美術学校（エコール・デ・ボザール）の教授、ジョゼフ＝ニコラ・ロベール＝フルーリーである。エコール・デ・ボザールに入学し、父親やレオン・コニエに学んだ。1866年に初めて、サロン・ド・パリに1861年のポーランドの蜂起を題材に歴史画の大作を出展した。翌年の出展作「Vieilles Femmes sur la place Navone, Rome」はリュクサンブール美術館の展示品として買い上げられた。その後も多くの歴史画や壁画を描いた。
1894年からパリのアカデミージュリアンで素描と絵画の教授を務め、多くの画家を育てた。1905年からはエコール・デ・ボザールの教授を務めた。1904年からフランス芸術家協会の会長に就いた。1907年、レジオンドヌール勲章（コマンドール）を受勲した 。

## ロベール＝フルーリーの教えた学生
- リラ・キャボット・ペリー (1848-1933)
- アメリー・ルンダール (1850-1914)
- ジョージ・クラウゼン (1852-1944)
- エマ・チャドウィック (1855-1932)
- ジュリアス・ロルショーヴェン (1858-1930)
- ウィリアム・ブリムナー (1855-1925)
- エレン・デイ・ヘール (1855-1940)
- アマンダ・ブリュースター・シーウェル (1859-1926)
- エミール・ジュールダン (1860-1931)
- ナスレディーヌ・ディネ (1861-1929)
- モーリス・シャバ (1862-1947)
- シュテファン・ルキアン (1868-1916)
- ベルタ・ウォルムス (1868-1937)
- エリザベス・ウェントワース・ロバーツ (1871-1927)
- ルイス・アストン・ナイト (1873-1948)

## 作品
- "O massacre dos poloneses em Varsóvia (1861)" (1866)
- 「患者を開放するフィリップ・ピネル」
- 「コリント最後の日」

- 「本を読む少女」
- 「浴室」
- 「ダナイデス」
- シャルロット・コルデー